# スタッズカナール
スタッズカナール、スタッツカナール（オランダ語: Stadskanaal [ˌstɑtskaˈnaːl] ( 音声ファイル)）は、オランダの北東部に位置する基礎自治体（ヘメーンテ）であり、町である。泥炭の採掘で知られる。

## 地区
- アルテフェール (Alteveer)
- バルラーヘ (Barlage)
- ブレクスラーヘ (Blekslage)
- ブラームベルフ (Braamberg)
- セーレスドルプ (Ceresdorp)
- ヘフテ (Höchte)
- ホルテ (Holte)
- ホルステン (Horsten)
- コプステュッケン (Kopstukken)
- ミュセル (Mussel)
- ミュセルカナール (Musselkanaal)
- オンストヴェッデ (Onstwedde)
- オームスベルフ (Oomsberg)
- スメールリング (Smeerling)
- スタッズカナール (Stadskanaal)
- ステレンボルフ (Sterenborg)
- タンゲ　(Tange)
- テル・マールス (Ter Maarsch)
- テル・ヴュピンフ (Ter Wupping)
- フェーンホイゼン (Veenhuizen)
- フレデルホイゼン (Vledderhuizen)
- フレデルフェーン (Vledderveen)
- フォセベルフ (Vosseberg)
- ヴェシングホイゼン (Wessinghuizen)